# Ensenada Rodríguez
Die Ensenada Rodríguez (inoffiziell englisch Rodríguez Cove) ist eine etwa 1 km breite und 350 m lange Nebenbucht der Discovery Bay von Greenwich Island im Archipel der Südlichen Shetlandinseln. Sie liegt zwischen dem Ferrer Point und dem Correa Point.
Wissenschaftler der 1. Chilenischen Antarktisexpedition (1946–1947) benannten sie nach Ezequiel Rodríguez Salazar (* 1910), einem Teilnehmer dieser Forschungsreise.